# 张孝闻
张孝闻，宋朝政治人物。
张孝闻曾于1220年接替陈鋾任华亭县知县一职，1222年由陈奇之接任。